# Eduard Łobau
Eduard Anatoljewicz Łobau (biał. Эдуард Анатольевіч Лобаў; ur. 1 grudnia 1988, zm. 26 stycznia 2023) – białoruski opozycjonista, więzień polityczny i więzień sumienia, ochotnik w trakcie wojny na Ukrainie.

## Życiorys

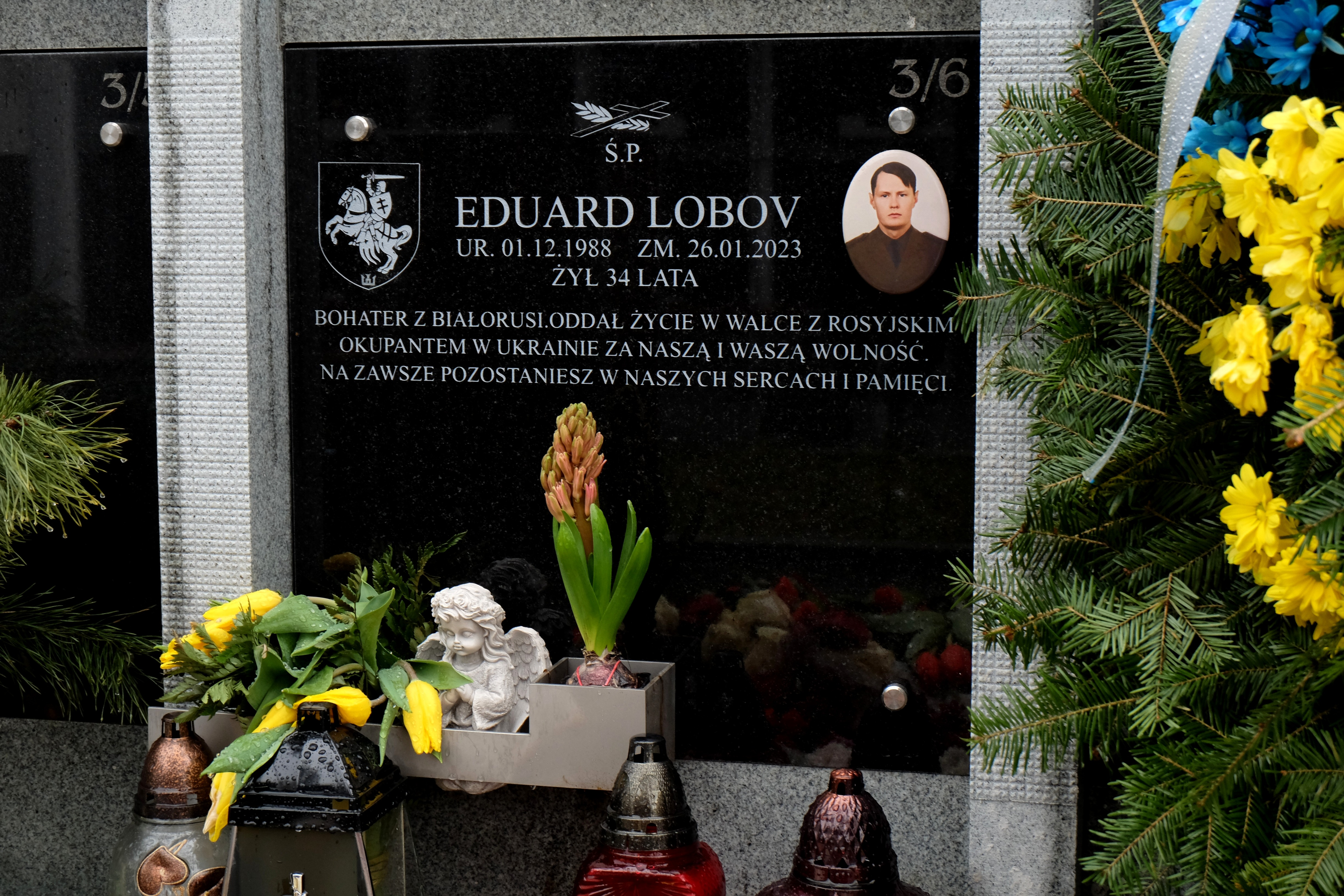
Grób Eduarda Łobau na Cmentarzu Wojskowym na Powązkach w Warszawie

Był działaczem białoruskiego Młodego Frontu. Przed wyborami prezydenckimi na Białorusi w 2010 roku został aresztowany wraz z innymi działaczami Młodego Frontu w tym Dzmitryjem Daszkiewiczem i oskarżony o chuligaństwo. Łobau i inni oskarżeni nie przyznali się do winy i stwierdzili, że była to prowokacja służb specjalnych w przededniu wyborów prezydenckich. 24 marca 2011 roku został skazany na 4 lata więzienia o zaostrzonym rygorze. Wyrok odsiadywał w kolonii karnej Wilcze Nory pod Iwacewiczami. Będąc w więzieniu, w 2013 roku został wybrany na współprzewodniczącego Młodego Frontu i piastował tę funkcję do 2015 roku. 
W 2013 roku znalazł się w gronie osób nominowanych do Nagrody Sacharowa. Amnesty International uznała go za więźnia sumienia. 
Po zwolnieniu z więzienia został zmuszony do emigracji. Od 2015 jako ochotnik brał udział w obronie Ukrainy. Zginął 26 stycznia 2023 w walkach pod Wuhłedarem, gdzie służył w 72. Samodzielnej Brygadzie Zmechanizowanej Sił Zbrojnych Ukrainy. Jego nabożeństwo żałobne w dniu 4 lutego 2023 odprawił biskup kijowsko-żytomierski Witalij Krywycki w katedrze pw. św. Aleksandra, w Kijowie. 11 lutego 2023 w kościele św. Aleksandra na Placu Trzech Krzyży w Warszawie odbyła się msza pogrzebowa Eduarda Łobawa. Został pochowany na Cmentarzu Wojskowym na Powązkach w Warszawie.

## Odznaczenia
- Medal Orderu Pogoni – Rada BRL, pośmiertnie, 2023[10]
- Order „Za odwagę” III Klasy – Ukraina, pośmiertnie, 2023[11]
- Bojowy Krzyż „Honor et Gloria” (nr 003) – Ukraina (WGO "Kraina"), pośmiertnie, 2024[12]